# Sankt Georgen an der Stiefing
Sankt Georgen an der Stiefing là một đô thị thuộc huyện Leibnitz trong bang Steiermark, nước Áo. Đô thị Sankt Georgen an der Stiefing có diện tích 13,87 km², dân số cuối năm 2005 là 319 người.